# 禹元植
禹元植（韩语：／ Woo Won-shik；1957年9月18日—），大韓民國自由派政治人物，第17、19至22屆韓國國會議員、現任大韓民國國會議长。

## 早年生活
於1957年出生於漢城，曾在延世大學學習土木工程，之後獲得了同一所大學的環境研究碩士學位。他在1981年全斗煥政權下就參加抗議活動，要求全斗煥辭職，因而被逮捕並判處三年的刑事勞動，后于 1984 年获释。

## 政治生涯
2004年大韓民國國會選舉，禹元植代表開放國民黨參選首爾蘆原區國會議員，並成功當選。早期議員生涯中，禹元植提案通過廢除國家保安法，韓國大法院也在2004年確認該法的持久性。2007年底，他批評駐韓美軍的軍事基地環境條件惡劣。2008年1月10日，競選大統合民主新黨代表失利，敗給孫鶴圭。同年議員選舉敗選，失去議員席次，但四年後議員選舉再次奪回。2016年和2020年議員選舉均連任成功。2016年競選共同民主黨院內代表，不敵禹相虎；隔年再度參選，打敗洪永杓成功當選。
禹元植作为议员一直积极推动劳工权利。他是议会环境与劳工委员会的成员。 2007年，他主持一致通过了一项允许私立大学学者组织工会的法案。 重返议会后，他于2013年成立了改善穷人地位委员会或“乙支路委员会”，该委员会负责调解劳资纠纷并致力于保护工人权利。自该委员会成立以来，他一直担任委员会主席。
禹元植在共同民主党及其前身中担任过许多重要职位，包括副党魁和副秘书长。他被视为独立于党内亲卢武铉派和全罗派之外的人。  禹元植还担任特别听证委员会的反对派管理员，负责审查2015年5月至6月任命黄教安为总理一事，东亚日报当时形容他具有“坚强、冷酷的性格”。
禹元植因领导反日运动而闻名，他的竞争对手称他为“对日鹰派”。禹元植於2023年7月进行了为期两周的绝食抗议，以抗议日本排放福島核廢水。他还反对国际原子能机构认为日方计划安全的裁决。
禹元植视民主活动家、前民主统合党资深顾问金槿泰为自己的政坛导师，在重要事务上他会佩戴金槿泰赠与的黄绿色领带。

### 国会议长
2024年6月5日，禹元植当选第22届国会第1任议长。
作为议长，禹元植曾主持过许多重要场合，例如2024年12月4日国会撤销总统尹锡悦宣布的戒严令（当时，他翻越围栏进入国会议事厅，尽管士兵威胁要进入会议厅，他仍拒绝放弃标准程序），以及12月14日通过针对尹锡悦的弹劾议案。盖洛普当时进行的民意调查也显示，禹元植凭借在戒严期间和随后的弹劾期间的表现，成为韩国最值得信赖的政治家，支持率为56%。
在韩悳洙代理总统遭弹劾前夕，禹元植裁定，鉴于韩悳洙国务总理的身份，只需简单多数即可弹劾他。为2024年12月27日韩德洙遭192名议员弹劾铺平了道路。
禹元植于2025年2月5日访问中国。

## 教育经历
- 1970年，崇義初等學校毕业。
- 1973年，聖水中學校毕业。
- 1976年，京東高等學校毕业。
- 1997年，延世大学土木工程专业学士学位。
- 2009年，延世大学工学研究院环境工程专业硕士学位。

## 選舉履歷
| 年度 | 選舉屆數                             | 選舉區            | 所屬政黨     | 得票數 | 得票率 | 當選標記 | 備註 |
| ---- | ------------------------------------ | ----------------- | ------------ | ------ | ------ | -------- | ---- |
| 1991 | 第1届地方议会议员选举 （首尔市议会） | 首尔芦原区第4选区 | 新民主联合党 | 8,503  | 36.71% |          |      |
| 1995 | 第1届地方选举 （首尔市议会）         | 首尔芦原区第3选区 | 民主党       | 17,037 | 55.44% |          |      |
| 2004 | 第17屆國會選舉                       | 首尔芦原区乙      | 开放国民党   | 44,720 | 41.51% |          |      |
| 2008 | 第18屆國會選舉                       | 首尔芦原区乙      | 统合民主党   | 38,104 | 44.09% |          |      |
| 2012 | 第19屆國會選舉                       | 首尔芦原区乙      | 民主统合党   | 50,844 | 49.72% |          |      |
| 2016 | 第20屆國會選舉                       | 首尔芦原区乙      | 共同民主党   | 55,687 | 51.95% |          |      |
| 2020 | 第21屆國會選舉                       | 首尔芦原区甲      | 共同民主党   | 71,708 | 62.67% |          |      |
| 2024 | 第22屆國會選舉                       | 首尔芦原区甲      | 共同民主党   | 91,986 | 58.99% |          |      |